# DeJuan Wheat
DeJuan Shontez Wheat (nacido el 14 de octubre de 1973 en Louisville, Kentucky) es un exjugador de baloncesto estadounidense que jugó dos temporadas en la NBA, además de hacerlo en la CBA, la liga venezolana, la liga mexicana y la ABA 2000. Con 1,83 metros de estatura, jugaba en la posición de base.

## Trayectoria deportiva

### Universidad
Jugó durante cuatro temporadas con los Cardinals de la Universidad de Louisville, en las que promedió 16,1 puntos, 2,6 rebotes y 3,7 asistencias por partido. Fue elegido en 1995 en el mejor quinteto de la Metro Conference, y las dos temporadas siguientes, tras cambiar de conferencia, de la Conference USA.

### Profesional
Fue elegido en la quincuagésima segunda posición del 1997 por Los Angeles Lakers, pero fue despedido antes del comienzo de la competición, siendo fichado días más tarde por los Minnesota Timberwolves, donde fue uno de los últimos jugadores del banquillo, promediando 1,7 puntos por partido.
Tras no ser renovado, y con la temporada 1998-99 ya comenzada, fichó por los Vancouver Grizzlies, donde disfrutó de más minutos que en los Wolves, promediando al final 4,5 puntos y 2,2 asistencias por partido. Tras firmar con los Phoenix Suns al año siguiente y ser rechazado para la competición, inició su andadura internacional, que le llevó a jugar en la liga venezolana y la liga mexicana, retirándose en 2010.

## Estadísticas de su carrera en la NBA

### Temporada regular
| Temporada | Edad | Equipo                 | Liga | P  | TIT | MIN  | TC  | TCA | %TC  | 3P  | 3PA | %3P  | TL  | TLA | %TL  | R.OF. | R.DEF. | REB | ASIS | ROB | TAP | PER | FP  | PTS |
| 1997-98   | 24   | Minnesota Timberwolves | NBA  | 34 | 0   | 4.4  | 0.6 | 1.5 | .400 | 0.2 | 0.5 | .471 | 0.3 | 0.4 | .600 | 0.1   | 0.2    | 0.3 | 0.7  | 0.2 | 0.0 | 0.3 | 0.4 | 1.7 |
| 1998-99   | 25   | Vancouver Grizzlies    | NBA  | 46 | 0   | 12.8 | 1.6 | 4.2 | .378 | 0.5 | 1.3 | .367 | 0.9 | 1.2 | .727 | 0.2   | 0.7    | 1.0 | 2.2  | 0.6 | 0.0 | 1.0 | 1.3 | 4.5 |
| Total     |      |                        | NBA  | 80 | 0   | 9.3  | 1.2 | 3.0 | .383 | 0.4 | 1.0 | .390 | 0.6 | 0.9 | .700 | 0.2   | 0.5    | 0.7 | 1.6  | 0.4 | 0.0 | 0.7 | 0.9 | 3.3 |

### Playoffs
| Temporada | Edad | Equipo                 | Liga | P | TIT | MIN | TC  | TCA | %TC  | 3P  | 3PA | %3P | TL  | TLA | %TL | R.OF. | R.DEF. | REB | ASIS | ROB | TAP | PER | FP  | PTS |
| 1997-98   | 24   | Minnesota Timberwolves | NBA  | 1 |     | 3.0 | 1.0 | 2.0 | .500 | 0.0 | 0.0 |     | 0.0 | 0.0 |     | 0.0   | 1.0    | 1.0 | 0.0  | 1.0 | 0.0 | 0.0 | 0.0 | 2.0 |
| Total     |      |                        | NBA  | 1 |     | 3.0 | 1.0 | 2.0 | .500 | 0.0 | 0.0 |     | 0.0 | 0.0 |     | 0.0   | 1.0    | 1.0 | 0.0  | 1.0 | 0.0 | 0.0 | 0.0 | 2.0 |